# 6,5 × 54 мм Манлихер-Шёнауэр
6,5×54 мм Манлихер-Шёнауэр — греческий винтовочный патрон. Использовался в винтовке Mannlicher-Schönauer. Патрон отличается хорошей баллистикой и поперечной нагрузкой, что даёт пуле большую стабильность в полёте, устойчивость к отклонению ветром и высокую пробивную способность.

## Использование
6,5×54 мм Mannlicher-Schönauer был принят в греческой армии вместе с винтовкой Mannlicher-Schönauer в 1903 году и пробыл на вооружении до немецкого вторжения и капитуляции Греции в апреле 1941 года. Во время оккупации использовался бойцами греческого сопротивления. Позже применялся в Гражданской войне 1946—1949 годов греческой жандармерией, отрядами ополчения и коммунистическими отрядами Демократической армии Греции. Во время Гражданской войны, использовались также итальянские трофейные винтовки Carcano M1891, которые переделывались под греческий патрон.
18 февраля 1952 года Греция вошла в состав военно-политического блока НАТО и приняла на себя обязанности перейти на стандарты НАТО. После перевооружения войск более современным оружием началась распродажа 6,5-мм магазинных винтовок и патронов к ним, которые экспортировали в другие страны мира как гражданское спортивно-охотничье оружие (так, после предоставления независимости Кении 12 декабря 1963 года крупные партии винтовок "Манлихер-Шенауэр" и патронов к ним ввозили в Кению и продавали через оружейные магазины в качестве охотничьих винтовок).
Австро-венгерские войска использовали патроны 6,5×54 мм во время Первой мировой войны для вооружения некоторых полков и польского легиона, которые использовали трофейные греческие манлихеры. Также австро-венгерская армия использовала патроны 6,5×54 мм в переделанных под них винтовках Арисака, захваченных у русской императорской армии.